# Pauluskirche (Mannheim)

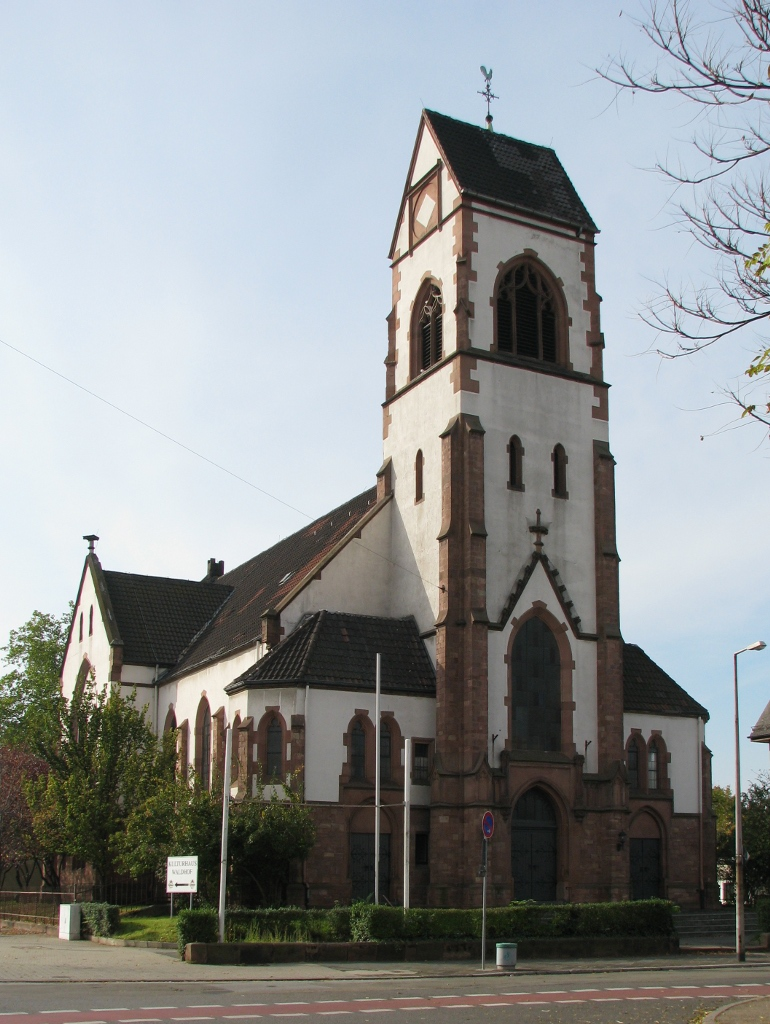
Pauluskirche

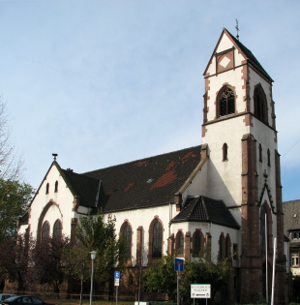
Ansicht von Osten

Die Pauluskirche ist eine evangelische Kirche im Mannheimer Stadtteil Waldhof. Sie wurde zwischen 1906 und 1907 nach den Plänen von Hermann Behaghel erbaut. 2005 wurde die Pauluskirche die erste Jugendkirche in der Evangelischen Landeskirche in Baden.

## Geschichte
1853 errichtete das französische Unternehmen St. Gobain eine Spiegelfabrik mit einer Arbeitersiedlung auf Käfertaler Gemarkung, der Keimzelle des späteren Waldhof. Die 1861 erbaute Spiegelkirche durfte ab 1867 auch für evangelische Gottesdienste genutzt werden. Aufgrund des rasanten Bevölkerungswachstums wurde 1899 als Filiale der Käfertaler Unionskirche ein Vikariat für den Waldhof eingerichtet. In diesem Jahr lebten hier etwa 3000 Protestanten. 1906 wurde dann mit dem Bau der Pauluskirche begonnen. Bereits im Jahr darauf konnte sie am 15. September 1907 eingeweiht werden. Das Baumaterial stammte von der abgebrochenen Lutherkirche aus der Neckarstadt und auch die Orgel konnte von dort übernommen werden. Im selben Jahr wurde auch eine eigenständige Pfarrei eingerichtet.
Während des Zweiten Weltkriegs brannte die Pauluskirche 1943 nach einem Bombentreffer bis auf die Außenmauern aus. Danach wurde sie bis 1953 unter der Leitung von Max Schmechel vereinfacht wiederaufgebaut. Als Ersatz für die im Krieg abgegebenen Glocken konnten 1957 drei neue eingeholt werden. Die Bevölkerung wuchs weiter an, so dass 1964 in Waldhof-Ost die Gethsemanegemeinde gegründet wurde. Im letzten Viertel des 20. Jahrhunderts gab es einen gegenläufigen Trend. Die Zahl der Kirchenmitglieder nahm stark ab und auf dem Waldhof gab es noch 3600 evangelische Einwohner, so dass sich die Paulusgemeinde mit der Gethsemanegemeinde vereinigte und die Pauluskirche bis 2005 zur Jugendkirche für Mannheim umgebaut wurde. Am 23. September 2005 wurde sie von Landesbischof Ulrich Fischer eingeweiht. Seit 2008 findet hier im Advent die bundesweit erste Kindervesperkirche statt. Im Mai 2022 entschied die Synode der Evangelischen Kirche Mannheim, dass der Erhalt der Pauluskirche (zusammen mit elf anderen Kirchen) künftig nicht mehr aus Kirchensteuermitteln erfolgen kann. Bis auf weiteres bleiben die Kirchen erhalten, müssen jedoch langfristig entweder umgenutzt oder aufgegeben werden.

## Beschreibung

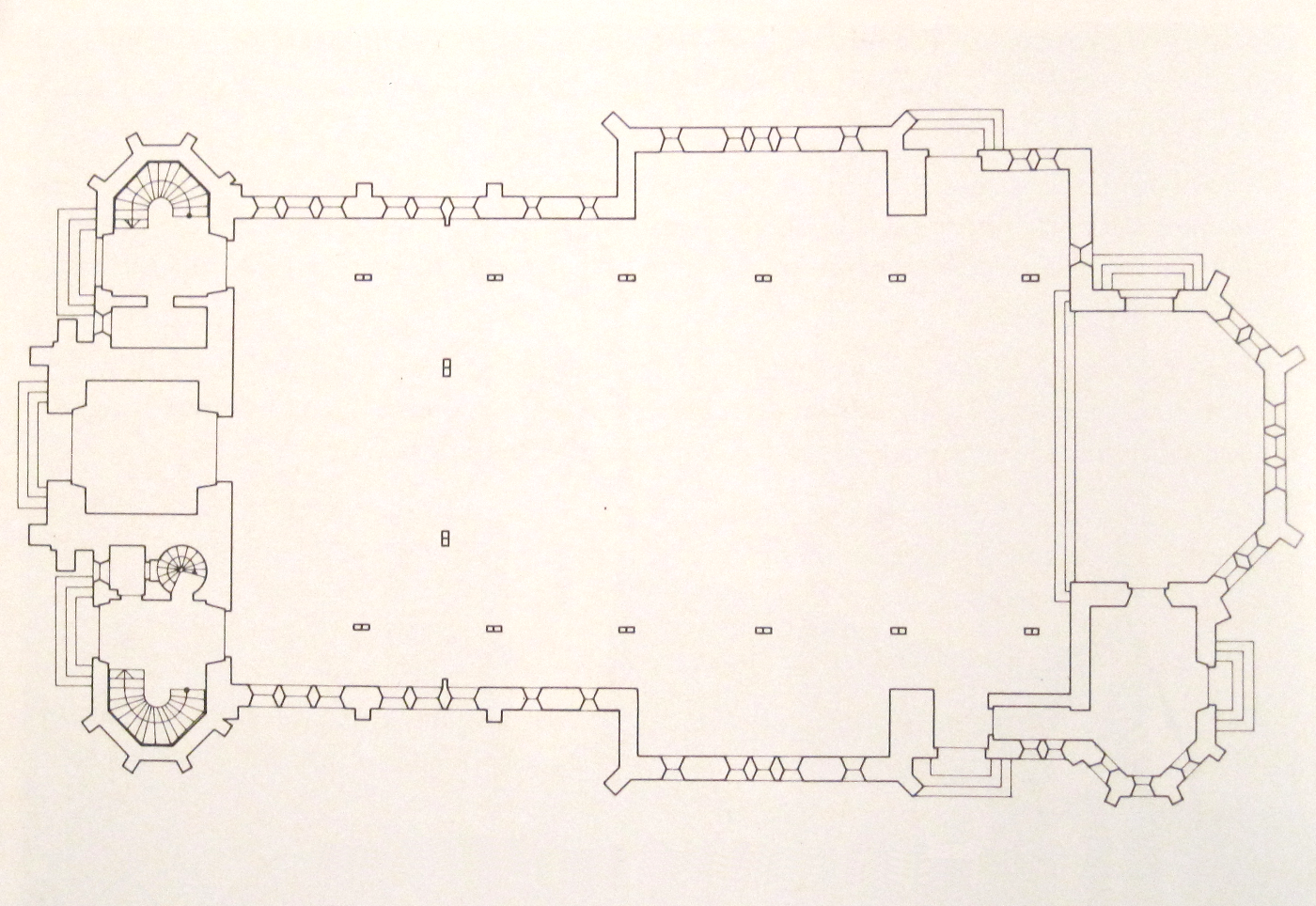
Grundriss

Die Pauluskirche befindet sich im Zentrum von Waldhof östlich der Riedbahn unweit der kurz zuvor erbauten katholischen Kirche St. Franziskus. Zur Absetzung von deren neuromanischen Stil entwarf der Architekt Hermann Behaghel einen neugotischen Bau. Die einschiffige Hallenkirche hat ein Querhaus und einen eingezogenen, polygonalen Chor. Dominierend ist die Einturmfassade, deren hohe Spitze nach dem Zweiten Weltkrieg nicht wiederhergestellt wurde. Beim Umbau zur Jugendkirche 2005 wurden die Kirchenbänke entfernt. Im Eingangsbereich entstand ein Küchenzeile und in die Seiten wurden zwei Glasboxen für Schulungsräume gesetzt. Der Altar, die Kanzel und die Orgel blieben erhalten.